# ضحايا ثروتنا (فلم)
ضحايا ثروتنا (بالفرنسية: Victimes de nos richesses) هو هو فيلم وثائقي مالي صدر عام 2006 يستكشف أحداث العنف التي حصلت عام 2005 عند السياجَيْن الحدودييْنِ في سبتة ومليلية.

## القصّة
بعد مرور عامٍ على الأحداث المميتة التي وقعت في أيلول/سبتمبر 2005 بالقرب من الحواجز الإسبانيّة الموضوعة في سبتة ومليلية شمال المغرب لمنع دخول المهاجرين للمدينتين، تقومُ كاميرا المخرج بتتبع قصّة شبان ونساء أفارقة رُحِّلوا قسريًا بعد محاولاتهم الفاشلة لعبور الحدود إلى إسبانيا ويُقدّمون رواياتهم عن تلك الأحداث.

## الجوائز
عُرض الفيلم في مهرجان بانافريكانو عام 2007، كما عُرض في مهرجان مرايا وسينما أفريقيا (بالفرنسية: Miroirs et cinémas d'Afriques) في مدينة مرسيليا بفرنسا في نفس العام، فضلًا عن جائزة مهرجان سينما أفريقيا (بالفرنسية: Festival de Cine Africano) ويُعرف اختصارًا بـ FCAT عام 2008.